# Yves Marchesseau
Yves Marchesseau, född 12 maj 1952 i Montélimar i Drôme, död 29 september 2014 i Saintes i Charente-Maritime, var en fransk TV-personlighet och försäljare av bouleklot. Han medverkade i tv-programmet Fångarna på fortet (kallat Fort Boyard i sin franska originalversion).

## Biografi
Under namnet "La Boule" fick Marchesseau 1994 rollen som fångvaktare på Fort Boyard. Han gavs namnet La Boule för att han sålde bouleklot på fritiden.
Under sin uppväxt blev han mobbad för sin skallighet, som var orsakad av sjukdom. 2014 dömdes Marchesseau till fängelse i sex månader och skyddstillsyn för trakasserier.
Under 2014 drabbades han av cancer och tvingades avstå sin medverkan i programmet samt avled hösten samma år till följd av sjukdomen. Han hade en dotter.